# 나경운수
나경운수(拏慶運輸)는 서울특별시 종로구 행촌동에 위치한 마을버스 회사이다. 2002년 2월 19일 경영난으로 사업을 포기한 옛 교남마을버스(橋南―)의 노선과 차량을 인수하여 설립하였다.

## 운행 노선
- ● 종로05번 : 서대문역 - 서울적십자병원후문 - 금화초교 - 영천시장 - 교남파출소 - 독립문역 - 독립문초등학교 - 무악동현대아파트 - 종로문화체육센터 - 종로도서관 - 매동초교 - 사직동주민센터 - 사직터널 - 대신중고교 - 교남동주민센터 - 서울시복지재단(구 기상청, 서울기상대, 서울특별시교육청, 주한 스위스 대사관) - 송월동 - 강북삼성병원 - 서대문역 (구 종로마을 5번)

## 보유 차종
- 현대 E-카운티
- 현대 뉴 카운티
- 현대 카운티 뉴 브리즈